# مأمور ۱۱۴
مأمور ۱۱۴ فیلمی به کارگردانی و نویسندگی اسماعیل پورسعید محصول سال ۱۳۴۵ است.

## خلاصه داستان
یک چمدان محتوی پنجاه میلیون ریال جواهر به سرقت می‌رود...

## بازیگران
- عبداله بوتیمار
- رضا بیک ایمانوردی
- جواد تقدسی
- فرانک میرقهاری
- اکبر خواجوی
- علی آزاد
- یدالله محمدی‌نژاد
- ساقی
- حسین اشراق
- محسن آراسته